# HD 74190
HD 74190，又名BD-11 2432，SAO 154558、HR 3446，是一颗恒星，视星等为6.45，位于銀經237.26，銀緯18.06，其B1900.0坐标为赤經8h 37m 24s，赤緯-11° 18.06′ 29″。